# Libermorro Futebol Clube
Libermorro Futebol Clube é uma agremiação poliesportiva da cidade de Manaus, capital do estado do Amazonas, no Brasil. Conhecido do futebol, possui inumeros títulos de futebol amador em Manaus

## História
O Libermorro foi fundado por descendentes de cearenses que ajudaram a formar o bairro do Morro da Liberdade, Zona-Sul de Manaus. Na ata de fundação do clube, constam nomes de Beira-Mar, João Santos, João Grande, Pedro e João Francisco Oliveira, que é considerado o fomentador dos Estatuto. Seu nome é uma junção em ordem alternada do nome do bairro onde está sediado.
Após sua fundação o clube ingressou em ligas suburbanas, como no caso da Liga Desportiva Cristã, liga da qual participou de campeonatos a partir de 1959. Por muito tempo, até 1977, o Libermorro atuou no futebol amador. Desse berço no amadorismo criou-se uma primeira e grande rivalidade com o Olaria Esporte Clube, adversário do mesmo bairro com quem dividia o apoio.
Em 1977 o Rio Negro e a Rodoviária pediram licenciamento do campeonato. Nesse ano existia o Conselho Nacional de Desportos, o CND, órgão que regulamentava as competições esportivas do país. O CND exigia que para se realizar um campeonato de cunho oficial e profissional, este deveria contar com no mínimo 6 participantes e com os licenciamentos, haveriam apenas 5. As opções que a Federação Amazonense de Futebol estudou foram: 1º o ingresso de um clube de Itacoatiara, opção prontamente afastada com a Liga local se recusando a investir; 2º com o retorno da União Esportiva Portuguesa, que também atuava no amadorismo, porém, seus sócios preferiram mantê-la longe do profissionalismo; e por último a ideia que foi adiante, o ingresso do Libermorro.
Na época, o Libermorro já tinha um histórico no futebol amador de Manaus, sendo o então atual campeão do Campeonato Amazonense de Peladas(promovido pelo jornal A Crítica), em 1976. Depois do sucesso no amadorismo e com o apoio da população de seu bairro, o Morro da Liberdade, o clube aceitou o desafio e se inscreveu no Campeonato Amazonense de Futebol. Na pessoa de seu presidente Rui de Oliveira Gomes, um jovem médico veterinário de 33 anos, o clube admitiu que não tinha condições de bancar o projeto profissional, mas que o fez para promover a comunidade do bairro e ajudar o futebol de Manaus. O clube resolveu entrar na disputa com o time que havia sido campeão amador, no entanto  a ideia não deu bom resultado e o clube acabou ficando em ultimo lugar naquele ano, sofrendo varias goleadas. A primeira partida como profissional se deu em 22 de Maio de 1977 onde o clube sofreu uma dura derrota de 7 a 0 pro Nacional. O clube passou todo o campeonato sem vencer e foi o último colocado geral.
Apesar disso, o clube insistiu no futebol profissional, disputando 13 edições seguidas de 1977 a 1989. No total, disputou o Campeonato Amazonense por 27 edições, até seu rebaixamento em 2008, sendo o 9º clube em número de participações na elite amazonense desde 1914. Sempre modesto, sua melhor posição foi o 3º lugar conquistado em 1995, porem, a mais lembrada por seus adeptos foi a campanha de 1983 onde chegou a vencer Rio Negro e Nacional numa época em que era muito difícil vence-los pelo estadual. 
O principal título do clube como profissional foi o Torneio Início em 1984, ano em que trouxe jogadores experientes de fora do Amazonas mesclando com também experientes jogadores locais como Ângelo Ivoney (ex- Nacional) e Wílton "Cachaça" (grande lateral esquerdo do próprio bairro). Em 2000, o Libermorro chegou ao vice-campeonato do Torneio Início do Campeonato Amazonense, derrotando o São Raimundo por 2x0 em 20 minutos de jogo, na Semifinal. Na final, perdeu para o Nacional por 1 a 0.
Na temporada de 1983, o Libermorro chegou a vencer os dois grandes do futebol amazonense, sendo a sensação do Campeonato Amazonense de Futebol daquela temporada, sempre com gols do lateral Ângelo (ex-Nacional) e nas laterais a presença do bom jogador Wílton, as vitórias foram:
A última competição do clube como profissional foi a Segunda Divisão do Campeonato Amazonense de Futebol de 2008, onde foi o último colocado geral e teve sua última partida oficial, uma goleada sofrida de 0 a 8 para o CDC Manicoré em Manicoré. O time alviverde disputou 12 jogos contra 6 clubes e perdeu todos, ficando com saldo negativo em 38 gols.
Em suas últimas atividades no futebol profissional, o Libermorro acumulou uma sequência de 33 partidas oficiais sem vitória, e amargou a pior série de resultados entre todos os clubes do futebol profissional do Brasil naquela época, chegando em 2009 a ser apontado como "O pior time da atualidade do futebol brasileiro ".

### Categorias de Base
O Libermorro apesar de se afastar do futebol profissional, ainda permaneceu disputando os torneios de base da Federação Amazonense de Futebol até 2012. Nesse período conquistou títulos e chegou a diversas finais. Em 2012 se qualificou para mais uma decisão, na categoria Infantil, na qual enfrentaria o Nacional. Porem, o alviverde do Morro não chegou a disputar a final, uma vez que  foi denunciado e considerado culpado de usar dois "gatos" durante a competição, assim perdendo a vaga na final. O "verdão" ainda recebeu suspensão de 2 anos, podendo retornar em 2015, o que acabou não acontecendo, levando o clube a ser desfiliado da Federação Amazonense de Futebol.

## Rivalidade
Da sua história no amadorismo, o clube criou grande rivalidade com o Olaria Esporte Clube, clube do mesmo bairro, o Morro da Liberdade, com quem dividiu os torcedores e disputou diversas partidas no "Campo do Bariri". Ambos os clubes possuem sedes que são pontos de encontro no bairro. Os escudos dos clubes sempre são desenhados nas ruas do bairro em tempos de Copa do Mundo de Futebol.

## Símbolos

### Nome
O nome do clube é uma homenagem ao bairro Morro da Liberdade, onde foi fundado. O nome na verdade é Morro da Liberdade em ordem invertida com o "dade" de Liberdade sendo excluído, o que resulta em "Libermorro".

### Mascote
Por usar uniformes listrados, o Libermorro adotou como mascote o Tigre. Por conta do mascote, o clube é conhecido como "Tigrão do Morro".

### Uniforme
O Libermorro em 1977 usava em seu uniforme o seguinte padrão: camisa branca com faixa diagonal verde(parecido com o da Tuna Luso Brasileira), calções ora verde, ora branco e meiões brancos ou verdes. A Partir dos anos 80, o uniforme padrão era sempre a camisa verde com calções brancos e meias verdes ou brancas. Quando o "Lili do Morro" ou "tigrão do Morro" voltou novamente ao futebol no ano 2000 (esteve ausente alternadamente algum tempo nos anos 90) mudou novamente seu equipamento: A camisa passou a ser branca com detalhes em verde, mas o calção - quadriculado em verde e branco (ideia de Gilcimar Monteiro, diretor de futebol de então).

### Hino
O hino do clube é de autoria de Daniel Sales. O mesmo foi procurado pela internet pelo então presidente Gilcimar Monteiro, em 2000, para compor o hino da agremiação. O hino veio a ser gravado em 2001.

## Títulos
- Torneio Início: 1984.
- Campeonato Amazonense de Futebol Amador: 1976